# Ululodes villosus
Ululodes villosus là một loài côn trùng trong họ Ascalaphidae thuộc bộ Neuroptera. Loài này được Palisot de Beauvois miêu tả năm 1807.